# Wuppertal
Wuppertal (kiejtéseⓘ) város Németország Észak-Rajna-Vesztfália tartományában, a régió gazdasági és kulturális központja.

## Fekvése
A Ruhr-vidéktől délre fekszik, a Wupper folyó mellett, kb. 30 kilométerre keletre Düsseldorftól, 40 kilométernyire északkeletre Kölntől és kb. 23  kilométerre délkeletre Essentől.
A város határa 94,5 km, a területén a Wupper 33,9 km hosszú. A legmagasabb pontja a 350 méter magas Lichtscheid.

## Története
Területén Kr. e. 1000 körül telepedtek le az első lakosok.
A 7. században germán törzsek telepedtek le. Egy századdal később szász településeket alapítottak a környéken. A 9. században a Frank Birodalom része lett a terület. 874-ben Sonnborgban templomot építettek. A 10. század végén Fliehburg településen volt a kölni érsek egyik rezidenciája.
A mai Wuppertal területén lévő települések legtöbbjét a 11. században említik először az írások: Cronenberg 1050, Barmen 1070, Elberfeld 1161, Schöller 1182, Ronsdorf 1246, Beyenburg 1298, Langerfeld 1304, Dönberg 1355 és Vohwinkel 1356.
A Német-római Birodalom megalapítása után a vidéken nagy méretekben folyt az erdőirtás, amely a 16. századig tartott. 1101-ben Adolf von Berg volt a terület grófja.
Elberfeldet a krónikák 1161-ben említik először. A kölni érsek 1176-ban a települést elzálogosította Engelbert von Berg grófnak. 1444-ben függetlenséget kapott a település és 1530-ban várossá vált. A városi előjogokat csak 1610-ben gyakorolhatta először és 1623-ban bővítették is. 1687. május 22-én 350 ház égett le a városközpontban. A városházát csak 1707-ben építették fel újra.
1815-ben a Porosz Királyság része lett mint kerületi székhely.
Barmen települést 1070-ben említik először az írások. 1244-ben a város virágzásnak indult Ludwig von Ravensberg grófnak köszönhetően. 1399-ben a frissen alapított Beyenburg része lett. 1808-ban Barmen város felkelt és 1815-ben az Elberfeldi Körzet része lett.
Wuppertal várost 1929. augusztus 1-jén hozták létre Elberfeld, Barmen, Cronenberg, Ronstdorf és Vohwinkel településekből. Ekkor a neve Barmen-Elberfeld. 1930-ban népszavazáson Wuppertal lett a város neve. Ez az egyesítés meglátszik a mai városképen. Ma is két központja van a városnak: Elberfeld és Barmen.

## Politika
Elberfeld már 1444-ben városi kiváltságokat kapott. Szabadon megválasztott tanácsa, bírója, polgármestere volt. 1807-ben francia megszállás alá került a terület. 1845-ben életbe lépett a rajnai közösségi rendszer, amelyet 1857-től rajnai városi rendszernek neveztek.
Barmenben 1808-tól egy direktor irányította a várost. Alatta működött a 2 aldirektor és a 20 tagú törvényhatósági tanács. 1809-től a polgármester lesz a város első embere.
A második világháború után britek szállták meg a várost. 1949-ben az NSZK része lett.

### Városi tanács
A városi tanácsot legutóbb 2014 júliusában választottak. A 66 képviselő a következőképpen oszlik el:
| mandátumok wuppertali városi tanács 66 képviselő az alábbiak szerint: |

### Polgármesterek
| Barmen polgármesterei | Elberfeld polgármesterei |
| --- | --- |
| - 1855–1879 Wilhelm August Bredt - 1879–1898 Friedrich Wilhelm Wegner - 1898–1899 Johannes Gustav Brodzina - 1899–1906 August Lentze - 1906–1912 Georg Voigt - 1912–1929 Paul Hartmann (DDP) | - 1814–1837 Johann Rütger Brüning - 1837–1851 Johann Adolph von Carnap - 1851–1872 Karl Emil Lischke - 1873–1899 Adolf Hermann Jaeger - 1900–1919 Wilhelm Funck - 1919–1920 Paul Hopf - 1920–1929 Max Kirschbaum |
| Wuppertal polgármesterei | |
| - 1930 Dr. Paul Hartmann (DDP) - 1931–1937 Julius Friedrich (DVP) - 1937 Wilhelm Eberhard Gelberg, (NSDAP) - 1937–1940 Robert Friedrich, képviselő (NSDAP) - 1940–1945 Heinz Gebauer (NSDAP) - 1945 Eugen Thomas - 1945–1946 Hans Bremme (CDU) - 1946 Eugen Richter (FDP) - 1946–1948 Robert Daum (SPD) - 1948–1949 Otto Schmidt (CDU) - 1949–1951 Robert Daum (SPD), 2. hivatali idő | - 1951–1956 Heinrich Schmeißing (CDU) - 1956–1961 Hermann Herberts (SPD) - 1961–1964 Heinz Frowein (CDU) - 1964–1969 Hermann Herberts (SPD), 2. hivatali ideje - 1969–1970 Johannes Rau (SPD) - 1970–1984 Gottfried Gurland (SPD) - 1984–1996 Ursula Kraus (SPD) - 1996–2004 Hans Kremendahl (SPD) - 2004-2015 Peter Jung (CDU) - 2015 óta Andreas Mucke (SPD) |

## Látnivalók
- Wuppertali függővasút

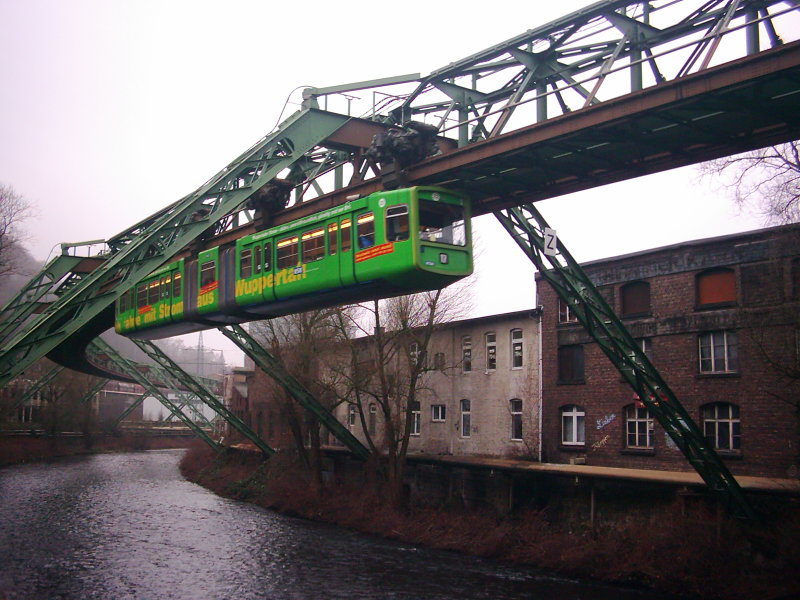
A város híres a függővasútjáról

- Von der Heydt Múzeum: a belvárosban található múzeum a művészetek bemutatására. Néhány Picasso-festmény is található itt.
- Bergi Villamos Múzeum: Cronenberg-Kohlfurtben található. 1987-ig mutatja be a villamosokat.
- Óramúzeum: Elberfeld belvárosában található.
- Friedrich Engels-Ház: Elberfeld és Barmen határán található.
- Brauhaus: Barmen és környékét mutatja be.
- Wuppertal állatkert
- Történelmi városcsarnok: Johannisbergben található.
- Villanegyed: Elberfeld-West kerületben található. Számos villa található itt.
- Botanikus kert

## Közlekedés

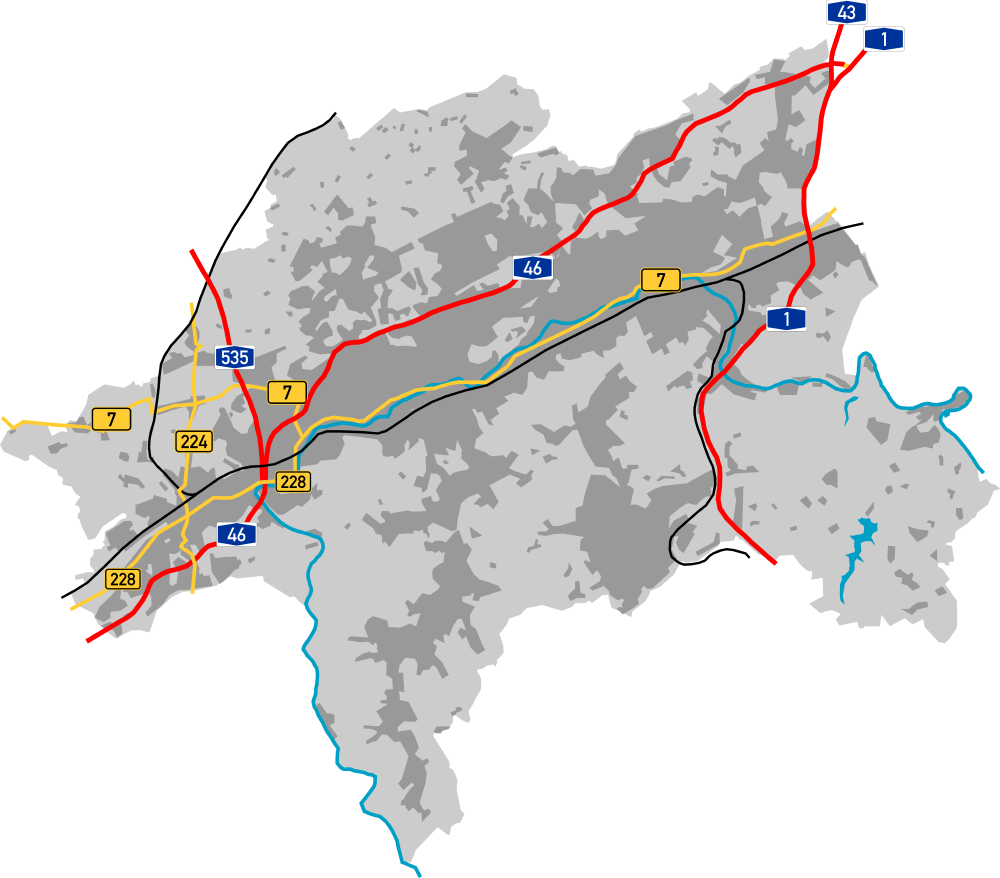
Autópályák (piros), Szövetségi út (sárga) és vasút (fekete) Wuppertalban

A vasúthálózat fejlett Wuppertalban. A város a Köln-Hagen, ill. a Düsseldorf-Hagen vasúti pályák mellett fekszik. A wuppertali főpályaudvar Elberfeldben található. A villamosoknak több végállomása is van Langerfeldben, Unterbarmenben, Steinbeckben, Sonnbornban és az állatkert mellett. Itt üzemel a híres Wuppertali függővasút is.
Több vonal (RE4, RE7, RE13, RB47, RB48, S8, S9, S11) a völgy teljes hosszán jár, menetidejük max. 30 perc.
A városban halad keresztül az A 46-os autópálya, amely Düsseldorfból indul. Az A1-es autópálya Kölnt köti össze Dortmunddal. Sonnborgban találkozik össze az A 46-os és az A 535-ös autópálya.

## Testvérvárosai
- Izrael Beersheba
- Németország Berlin-Tempelhof-Schöneberg
- Szlovákia Kassa
- Lengyelország Legnica
- Nicaragua Matagalpa
- Franciaország Saint-Étienne
- Németország Schwerin
- Egyesült Királyság South Tyneside